# Athyreus aeneus
Athyreus aeneus är en skalbaggsart som beskrevs av Johann Christoph Friedrich Klug 1843. Athyreus aeneus ingår i släktet Athyreus och familjen Bolboceratidae. Inga underarter finns listade.